# Suslik
Suslik (znanstveno ime Spermophilus suslicus) je vrsta pravih veveric, ki je razširjena od Poljske na zahodu, do zahodnih ruskih in ukrajinskih step na vzhodu.

## Opis
Suslik je najmanjši in najmanj družaben predstavnik tekunic, saj v dolžino zraste največ do 25 cm in tehta do 280 g. Ima temno rjav kožuh s svetlimi pegami in kratek, ozek rep. Gre za dnevno žival, ki se hrani zjutraj in zvečer, v času največje dnevne vročine pa se umakne v podzemne rove. Med oktobrom in aprilom hibernira.

## Razširjenost
Suslik je razširjen po stepah Belorusije, Poljske, Rusije in Ukrajine. Na področjih intenzivnejšega poljedelstva se suslik zadržuje tudi na poljih, kjer koplje podzemne rove in se hrani z žitaricami in travami. Občasno se hrani tudi z raznimi majhnimi členonožci in vretenčarji. Ogroža ga izguba naravnega življenjskega okolja ter pobijanje.
Susliki živijo v manjših kolonijah, vendar pa ima vsak osebek lasten rov z gnezdom. Kolonije lahko dosežejo populacijo preko 160 osebkov na hektar. Parjenje poteka v aprilu ali maju, brejost pa traja med 23 in 26 dni. Samice skotijo od štiri do osem mladičev. V naravi se občasno pojavijo križanci z drugimi vrstami tekunic, s katerimi se suslik lahko uspešno pari.